# Tinnsjå
Tinnsjå (Tinnsjø, Tinnsjøen) – jezioro w Norwegii, trzecie pod względem głębokości w Norwegii, położone w gminach Tinn i Notodden, w regionie Telemark.
Na dnie jeziora spoczywa prom SF "Hydro", który został zatopiony przez norweskich komandosów SOE, gdy 20 lutego 1944 roku transportował 16 t ciężkiej wody. Prom spoczął na głębokości 460 m.

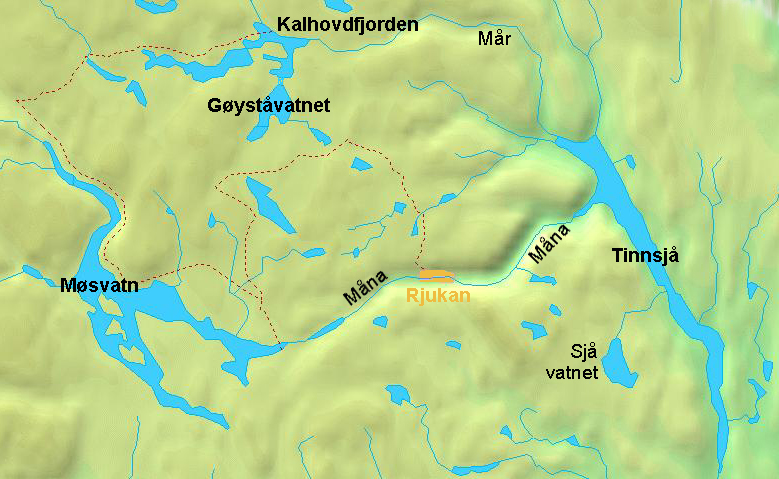
Lokalizacja jeziora